# 10 000-metersklubben

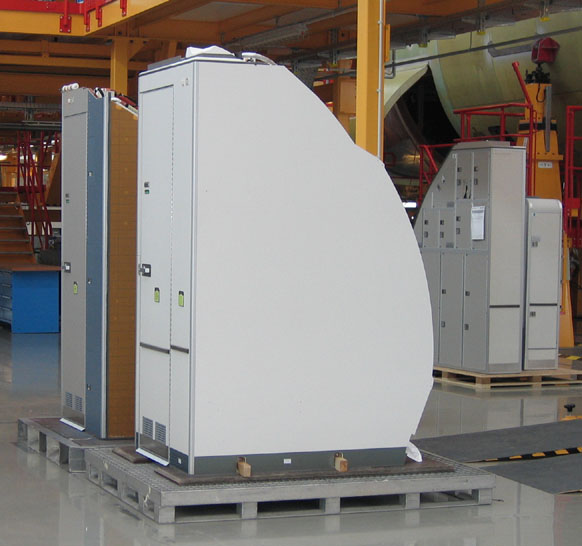
En flygplanstoalett sedd utifrån, vilken visar hur litet området är, där vissa väljer att ansluta sig till klubben.

10 000-metersklubben (även kallat Mile High Club) är ett skämtsamt uttryck för person som har haft samlag på över 10 000 meters höjd. Detta sker vanligtvis på toaletten i ett kommersiellt flygplan.
Notera att skillnaden i språk och måttenheter gör att man bara behöver flyga på 1852 meters höjd (1 nautisk mil som används till sjöss och i luften) för medlemskap i Mile High Club.